# Salute (album de Little Mix)
Pour les articles homonymes, voir Salute.
Albums de Little Mix
DNA
(2012) Get Weird
(2015)
Singles
- Move : sorti le 27 septembre 2013
- Little Me : sorti le 16 décembre 2013
- Salute : sorti le 27 avril 2014

Salute est le second album du groupe féminin britannique Little Mix, sorti le 8 novembre 2013, sous les labels Syco Music et Columbia Records. L'album est principalement coécrit par le groupe qui déclare avoir été plus impliqué dans le développement de cet album que dans le premier. Il ne contient aucune collaboration avec d'autres artistes.
L'album reçoit des critiques globalement positives, certains saluant le groupe pour ses harmonies vocales. Sur le plan commercial, il connaît un certain succès en se classant dans 19 pays,  où il figure dans le top 10.

## Contexte
Dans une interview accordée à Digital Spy en mars 2013, Little Mix indique qu'elles souhaitent que leur deuxième album ait une sonorité plus RnB. Jesy Nelson, membre du groupe, ajoute : « Personnellement, j'ai envie que la chanson soit plus dansante. C'est-à-dire une chanson qui passe dans un club et qui vous donne envie de danser. Pas des sons comme David Guetta, mais un peu comme Let Me Blow Ya Mind d'Eve et Gwen Stefani ». Le 19 septembre, Little Mix organise un livestream pour annoncer que leur deuxième album est terminé. L'album sort au Royaume-Uni le 11 novembre 2013 et aux États-Unis le 4 février 2014.

## Promotion
Le groupe interprète Move pour la première fois au stade de Wembley lors du Big Gig 2013 en octobre 2013. Elles font un passage dans l'émission The X Factor au Royaume-Uni ainsi que The X Factor aux États-Unis. Le groupe se rend également dans les émissions américaines The Wendy Williams Show et Late Show with David Letterman en février 2014,. 

## Tournée
The Salute Tour est la seconde tournée du groupe afin de promouvoir leur second album. La tournée débute le 16 mai 2014 à Birmingham, en Angleterre, et s'achève le 27 juillet 2014 à Scarborough, dans le Yorkshire du Nord, en Angleterre.

## Accueil critique
L'album reçoit un accueil globalement positif de la part des critiques musicaux. Lewis Corner de Digital Spy attribue à l'album cinq étoiles sur cinq, notant une amélioration par rapport à DNA, déclarant que « le groupe a évolué tant sur le plan musical que sur le plan de la confiance, ce qui lui permet de se lancer à nouveau sur la scène internationale et de marquer les esprits », tout en établissant des comparaisons avec le groupe de filles américain Destiny's Child. Harriet Gibsone, de The Guardian, compare l'album à la musique pop des années 1990 et lui attribue quatre étoiles sur cinq.

## Liste de chansons
| Salute - Expanded Edition | Salute - Expanded Edition          | Salute - Expanded Edition | Salute - Expanded Edition                          | Salute - Expanded Edition | Salute - Expanded Edition | Salute - Expanded Edition | Salute - Expanded Edition | Salute - Expanded Edition | Salute - Expanded Edition |
| No                        | Titre                              | Auteur | producteurs                                        | Durée                     |                           |                           |                           |                           |                           |
| ------------------------- | ---------------------------------- | --- | -------------------------------------------------- | ------------------------- | ------------------------- | ------------------------- | ------------------------- | ------------------------- | ------------------------- |
| 1.                        | Salute                             | - Thomas Barnes - Peter Kelleher - Ben Kohn - Maegan Cottone - Perrie Edwards - Jesy Nelson - Leigh-Anne Pinnock - Jade Thirlwall | TMS                                                | 3:56                      |                           |                           |                           |                           |                           |
| 2.                        | Move                               | - Nathan Duvall - Cottone - Edwards - Nelson - Pinnock - Thirlwall                                                                | Duvall                                             | 3:44                      |                           |                           |                           |                           |                           |
| 3.                        | Little Me                          | - Barnes - Kelleher - Kohn - Iain James - Edwards - Nelson - Pinnock - Thirlwall                                                  | TMS                                                | 3:55                      |                           |                           |                           |                           |                           |
| 4.                        | Word Up!                           | - Tomi Jenkins - Larry Blackmon                                                                                                   | - Cottone - TMS                                    | 3:28                      |                           |                           |                           |                           |                           |
| 5.                        | Nothing Feels like You             | - Uzoechi Emenike - Camille Purcell - Edwards - Nelson - Pinnock - Thirlwall                                                      | MNEK                                               | 3:27                      |                           |                           |                           |                           |                           |
| 6.                        | Towers                             | - Jamie Scott - Little Nikki - Edvard Førre Erfjord - Henrik Michelsen                                                            | Electric                                           | 3:58                      |                           |                           |                           |                           |                           |
| 7.                        | Competition                        | - Barnes - Kelleher - Kohn - James - Cottone - Edwards - Nelson - Pinnock - Thirlwall                                             | TMS                                                | 3:27                      |                           |                           |                           |                           |                           |
| 8.                        | These Four Walls                   | - Richard "Biff" Stannard - Ash Howes - Bradford Ellis - Shaznay Lewis - Edwards - Nelson - Pinnock - Thirlwall                   | - Stannard - Howes                                 | 3:28                      |                           |                           |                           |                           |                           |
| 9.                        | About the Boy                      | - Barnes - Kelleher - Kohn - Lewis - Edwards - Nelson - Pinnock - Thirlwall                                                       | TMS                                                | 3:44                      |                           |                           |                           |                           |                           |
| 10.                       | Boy                                | - Purcell - Rick Parkhouse - George Tizzard                                                                                       | Fred Ball                                          | 2:54                      |                           |                           |                           |                           |                           |
| 11.                       | Good Enough                        | - Barnes - Kelleher - Kohn - Purcell - Edwards - Nelson - Pinnock - Thirlwall                                                     | TMS                                                | 3:52                      |                           |                           |                           |                           |                           |
| 12.                       | Mr Loverboy                        | - Ryan Williamson (RyKeyz) - Jordan Dollar                                                                                        | RyKeyz                                             | 3:14                      |                           |                           |                           |                           |                           |
| 13.                       | A Different Beat                   | - Barnes - Kelleher - Kohn - James - Ayak Thiik - Edwards - Nelson - Pinnock - Thirlwall                                          | - TMS - Nicky D'Silva                              | 3:27                      |                           |                           |                           |                           |                           |
| 14.                       | See Me Now                         | - Ball - James - Nicola Roberts                                                                                                   | Ball                                               | 3:43                      |                           |                           |                           |                           |                           |
| 15.                       | They Just Don't Know You           | - Ball - Roberts - James - Edwards - Nelson - Pinnock - Thirlwall                                                                 | Ball                                               | 3:55                      |                           |                           |                           |                           |                           |
| 16.                       | Stand Down                         | - Darren Lewis - Iyiola Babalola - Lewis - Edwards - Nelson - Pinnock - Thirlwall                                                 | Future Cut                                         | 3:39                      |                           |                           |                           |                           |                           |
| 17.                       | Little Me (Unplugged)              | - Barnes - Kelleher - Kohn - James - Edwards - Nelson - Pinnock - Thirlwall                                                       |                                                    | 3:56                      |                           |                           |                           |                           |                           |
| 18.                       | Move (The Alias Radio Edit)        | - Duvall - Cottone - Edwards - Nelson - Pinnock - Thirlwall                                                                       | - The Alias - J. Gingell - B. Stone - Pete Hofmann | 3:46                      |                           |                           |                           |                           |                           |
| 19.                       | Little Me (DE$iGNATED Radio Remix) | - Barnes - Kelleher - Kohn - James - Edwards - Nelson - Pinnock - Thirlwall                                                       |                                                    | 3:48                      |                           |                           |                           |                           |                           |
| 20.                       | Word Up! (The Alias Radio Edit)    | - Jenkins - Blackmon |                                                    | 3:28                      |                           |                           |                           |                           |                           |
| 21.                       | Salute (Single Version)            | - Barnes - Kelleher - Kohn - Cottone - Edwards - Nelson - Pinnock - Thirlwall                                                     | TMS                                                | 3:08                      |                           |                           |                           |                           |                           |
| 76:00                     |                                    | |                                                    |                           |                           |                           |                           |                           |                           |

| Salute - Rarities & Remixes | Salute - Rarities & Remixes                 | Salute - Rarities & Remixes                                                   | Salute - Rarities & Remixes | Salute - Rarities & Remixes | Salute - Rarities & Remixes | Salute - Rarities & Remixes | Salute - Rarities & Remixes | Salute - Rarities & Remixes | Salute - Rarities & Remixes |
| No                          | Titre                                       | Auteur                                                                        | Durée                       |                             |                             |                             |                             |                             |                             |
| --------------------------- | ------------------------------------------- | ----------------------------------------------------------------------------- | --------------------------- | --------------------------- | --------------------------- | --------------------------- | --------------------------- | --------------------------- | --------------------------- |
| 1.                          | Salute (Troyboi Remix)                      | - Barnes - Kelleher - Kohn - Cottone - Edwards - Nelson - Pinnock - Thirlwall | 3:36                        |                             |                             |                             |                             |                             |                             |
| 2.                          | Salute (Anakyan Remix)                      | - Barnes - Kelleher - Kohn - Cottone - Edwards - Nelson - Pinnock - Thirlwall | 5:12                        |                             |                             |                             |                             |                             |                             |
| 3.                          | Word Up! (Extended Mix)                     | - Jenkins - Blackmon                                                          | 5:00                        |                             |                             |                             |                             |                             |                             |
| 4.                          | Move (Deekly and Eightysix Remix)           | - Duvall - Cottone - Edwards - Nelson - Pinnock - Thirlwall                   | 3:19                        |                             |                             |                             |                             |                             |                             |
| 5.                          | Move (Mike Delinquent Remix)                | - Duvall - Cottone - Edwards - Nelson - Pinnock - Thirlwall                   | 5:19                        |                             |                             |                             |                             |                             |                             |
| 6.                          | Move (Mike Rizzo Funk Generation Radio Mix) | - Duvall - Cottone - Edwards - Nelson - Pinnock - Thirlwall                   | 3:43                        |                             |                             |                             |                             |                             |                             |
| 7.                          | Move (Over Exposure Remix)                  | - Duvall - Cottone - Edwards - Nelson - Pinnock - Thirlwall                   | 5:51                        |                             |                             |                             |                             |                             |                             |
| 8.                          | Move ((Acoustic) [Live])                    | - Duvall - Cottone - Edwards - Nelson - Pinnock - Thirlwall                   | 2:57                        |                             |                             |                             |                             |                             |                             |
| 9.                          | Who's Lovin' You (Live)                     | William "Smokey" Robinson                                                     | 1:08                        |                             |                             |                             |                             |                             |                             |
| 36:19                       |                                             |                                                                               |                             |                             |                             |                             |                             |                             |                             |

## Classement
| Classement                         | position |
| ---------------------------------- | -------- |
| Australie (ARIA)                   | 4        |
| Belgique (Flandre Ultratop)        | 56       |
| Belgique (Wallonie Ultratop)       | 80       |
| Canada (Canadian Albums)           | 7        |
| Danemark (Tracklisten)             | 25       |
| Pays-Bas (Mega Album Top 100)      | 49       |
| Finlande (Suomen virallinen lista) | 50       |
| France (SNEP)                      | 32       |
| Allemagne (Media Control AG)       | 90       |
| Grèce (IFPI)                       | 74       |
| Irlande (IRMA)                     | 7        |
| Italie (FIMI)                      | 21       |
| Nouvelle-Zélande (RIANZ)           | 11       |
| Norvège (VG-lista)                 | 19       |
| Écosse (OCC)                       | 5        |
| Espagne (Promusicae)               | 17       |
| Suisse (Schweizer Hitparade)       | 53       |
| Royaume-Uni (UK Albums Chart)      | 4        |

## Certifications
| Région                                                                                                 | Certification | Ventes/Streams |
| --- | ------------- | -------------- |
| Brésil (ABPD)                                                                                          | Or            | 20 000*        |
| Royaume-Uni (BPI)                                                                                      | Platine       | 300 000^       |
| *Ventes selon la certification ^Mise en rayon selon la certification xNon précisé par la certification |               |                |